# خرچنگ‌های چشمه
خرچنگ‌های چشمه (نام علمی: Pseudothelphusidae) نام یک تیره از فروراسته خرچنگ است.